# Aristide Parodi
Aristide Parodi (fl. XIX-XX secolo) è stato un dirigente sportivo e calciatore italiano, di ruolo attaccante che giocò la sua unica partita ufficiale nel ruolo di portiere.

## Carriera

### Giocatore
Socio del Genoa, con cui vinse, grazie ad un'unica presenza, il campionato del 1900, nella partita del girone ligure che vide la compagine genovese battere la Sampierdarenese per sette a zero l'8 aprile, rivestendo il ruolo di portiere.
La sua attività agonistica in seguito si limiterà ad una presenza nella competizione nota come Medaglia del Re.

### Dirigente
Lasciata l'attività agonistica, divenne cassiere del club.
Fu grazie al suo intervento, con il prestito di 500 lire, a rendere possibile la costruzione del campo di gioco di San Gottardo che ospitò il Grifone per tre anni prima del trasferimento definitivo a Marassi.

## Palmarès

### Calciatore

#### Club

##### Competizioni nazionali
- Campionato italiano: 1

Genoa: 1900